# Susanne
Susanne je žensko osebno ime.

## Izvor imena
Ime Susanne je različica ženskega osebnega imena Suzana.

## Pogostost imena
Po podatkih Statističnega urada Republike Slovenije je bilo na dan 31. decembra 2007 v Sloveniji število ženskih oseb z imenom Susanne: 20.

## Osebni praznik
Osebe z imenom Susanne lahko godujjo takrat kot osebe z imenom Suzana.